# Druhý atentát na Geralda Forda

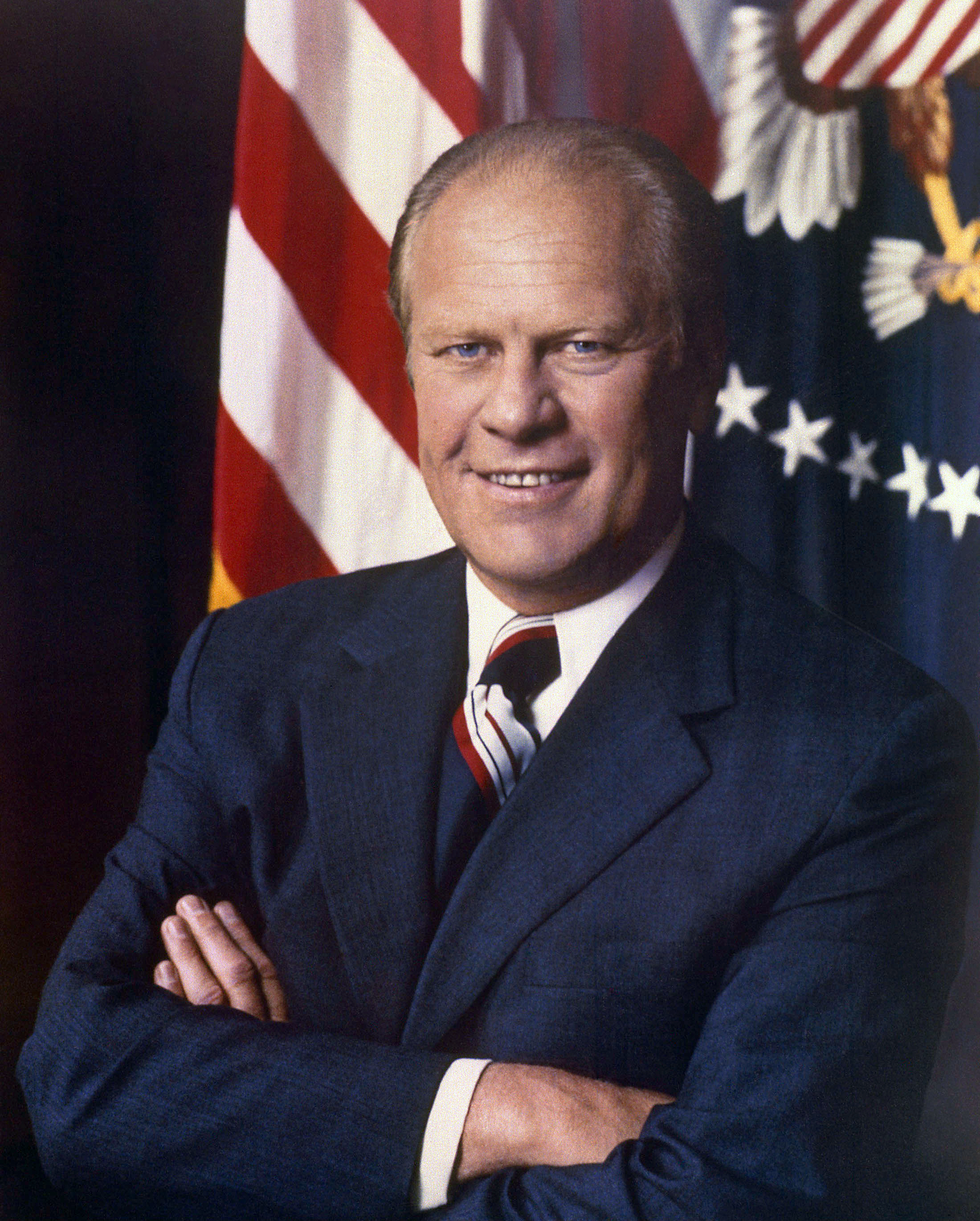
Gerald Ford

Druhý atentát na amerického prezidenta Geralda Forda byl spáchán 22. září 1975 v San Franciscu.

## Před atentátem
Události předcházel první atentát z 5. září 1975.
Atentátnice byla Sara Jane Mooreová, pětkrát rozvedená matka čtyř dětí podporovala radikální revoluční hnutí. Pracovala jako dobrovolník v místní charitativní organizaci. Byla též dobrovolná informátorka FBI, měla se infiltrovat do radikálních hnutí. FBI ji také prověřila a zjistila, že nelegálně vlastní revolver a pozvala si ji k výslechu, který se uskutečnil 21. září 1975 – den před atentátem. Policie zbraň zabavila i s náboji. Nicméně Mooreová si obstarala jiný revolver, který byl ale jinak seřízený a měl jinou ráži, a proto s ním Mooreová neuměla střílet tak dobře.

## Atentát
Dne 22. září pak čekala v davu u hotelu, kde bydlel prezident Ford. Prezident se skutečně objevil, od Mooreové byl vzdálen asi 11 metrů. Ta na něj vystřelila, ale minula, zřejmě kvůli nové pistoli, se kterou neuměla tak dobře střílet. Střelbu chtěla opakovat, ale to už pohotově zareagoval jeden z přihlížejících, byl to bývalý příslušník námořní pěchoty Oliver Sipple. Strhl ji právě ve chvíli, kdy Mooreová podruhé vystřelila, kulka se tak odrazila od dlažby a zranila taxikáře.

## Po atentátu
Mooreová byla poté zatčena a odsouzena na doživotí. Na otázku, zda svého činu lituje, odpověděla, že ano i ne. Litovala svého zničeného života, ale zastřelení prezidenta ji přišlo správné. Z vězení byla propuštěna v roce 2007 a uvedla, že svého činu, který spáchala zaslepena radikálními politickými názory, lituje. Zadržena znovu byla v roce 2019, když nenahlásila cestu do zahraničí.